# Кара-Булак (Араванский район)
Кара-Булак (кирг. Кара-Булак) — село в Араванском районе Ошской области Кыргызстана. Входит в состав Алля Анаровского айылного аймака.

## География
Село расположено в западной части области, на расстоянии приблизительно 46 километров (по прямой) к юго-востоку от села Араван, административного центра района. Абсолютная высота — 1742 метра над уровнем моря.

## Население
Согласно оценочным данным Национального статистического комитета Кыргызской Республики, численность населения села на начало 2023 года составляла 127 человек.
| год     | 2009 | 2014 | 2015 | 2020 | 2021 | 2023 |
| ------- | ---- | ---- | ---- | ---- | ---- | ---- |
| человек | 114  | 120  | 127  | 125  | 183  | 127  |